# Avitta bryonota
Avitta bryonota là một loài bướm đêm trong họ Noctuidae.